# ティグリス (装輪装甲車)
ティグリス（ヘブライ語: טיגריס、英語: Tigris）は、2023年初頭にイスラエル国防軍に配備された装輪装甲車である。2000年代前半からヨルダン川西岸地区で治安維持任務に使用されているゼーヴ（ウルフ）装輪装甲車の更新を目的としている。

## 概要
ティグリスは、プラサンおよびオシュコシュで開発された4×4輪駆動サンドキャット装甲車のロングボディモデルをベースとしており、車体の装甲防御力はゼーヴやM113装甲兵員輸送車よりも高められている。市外戦向けに特化した車両で、投石や火炎瓶などへの防護も考えられている。運転手１名の他に８名の武装兵士が搭乗可能で、車体には銃眼があり車内からの戦闘も可能である。また、維持経費はゼーヴよりも抑えられている。

## 背景
2022年の3月から5月頃にかけて相次いで発生したアラブ系あるいはパレスチナ人活動家によるユダヤ人への攻撃（連続テロ）を受け、防御力と機動性の高い車両の必要性が高まり、既存のゼーヴ装甲車や、その後継として2019年から配備されたパンサー装甲車では前線部隊の要求を十分に満たさない点があることが判明した。これを受け、緊急手続きとして公開入札無しでプラサンから50両のティグリス装甲車を購入し、2023年以降の治安維持任務に投入されることとなった。